# Elisabeth Marie von Münsterberg-Oels
Elisabeth Marie von Oels (* 11. Mai 1625 in Oels; † 17. März 1686 ebenda) war Herzogin von Oels. Sie entstammte dem Münsterberger Zweig des böhmischen Adelsgeschlechts Podiebrad.

## Leben
Elisabeth Marie war das einzige Kind des Herzogs Karl Friedrich von Münsterberg-Oels (1593–1647) aus dessen erster Ehe mit Anna Sophia (1598–1641), Tochter des Herzogs Friedrich Wilhelm I. von Sachsen-Weimar. Da ihr Vater keine männlichen Nachkommen hatte, bemühte er sich, dass ihm Elisabeth Marie als regierende Herzogin von Oels folgen könne. Schon 1638 hatte er das Herzogtum zum „Weiberlehen“ erklärt.
Am 1. Mai 1647 heiratete Elisabeth Marie in Oels Herzog Silvius Nimrod von Württemberg-Juliusburg. Bereits am 31. Mai dieses Jahres starb ihr Vater als letzter seines Geschlechts im Mannesstamm. Da das Herzogtum Oels ein Lehen der Krone Böhmen war, das beim Tod des letzten Herzogs als erledigtes Lehen einzuziehen war, erhob Kaiser Ferdinand III. in seiner Eigenschaft als König von Böhmen Einwände gegen den Übergang an Elisabeth Maria. Schließlich wurde 1648 mit einem Vergleich die mährische Herrschaft Jaispitz an den Kaiser abgetreten und dem Herzogspaar und deren Nachkommen das Herzogtum Oels neu verlehnt, wobei die herzoglichen Hoheitsrechte vermindert wurden. Die mährische Herrschaft Sternberg blieb weiterhin im Familienbesitz.
1652 stiftete das Herzogspaar den Orden des Totenkopfs. Nach dem Tod ihres Mannes wurde Elisabeth Marie, gemeinsam mit Herzog Christian von Brieg und dessen Halbbruder Freiherr August von Liegnitz (1627–1679), Regentin von Oels und Vormündin ihrer vier minderjährigen Söhne. Die älteren Söhne teilten nach Erlangung ihrer Volljährigkeit 1672 das Land und Elisabeth Marie legte im Jahr darauf auch die Vormundschaft für ihren jüngsten Sohn nieder.

## Nachkommen
Der Ehe der Herzogin Elisabeth-Marie mit Silvius Nimrod von Württemberg-Juliusburg entstammten:
- Karl Ferdinand (1650–1669)
- Anna Sophie (1650–1669)
- Silvius II. Friedrich (1651–1697), Herzog von Württemberg-Oels

⚭ 1672 Eleonore Charlotte von Württemberg-Mömpelgard (1656–1743)
- Christian Ulrich I. (1652–1704), Herzog von Württemberg-Bernstadt

⚭ 1. 1672 Anna Elisabeth von Anhalt-Bernburg (1647–1680)
⚭ 2. 1683 Sibylle Marie von Sachsen-Merseburg (1667–1693)
⚭ 3. 1695 Sophie Wilhelmine von Ostfriesland (1659–1698)
⚭ 4. 1700 Sophie von Mecklenburg-Güstrow (1662–1738)
- Julius Siegmund (1653–1684), Herzog von Württemberg-Juliusburg

⚭ 1677 Anna Sophie von Mecklenburg-Schwerin (1647–1726)
- Kunigunde Juliana (*/† 1655)
- Silvius (*/† 1660)